# Xã Dwight, Quận Richland, Bắc Dakota
Xã Dwight (tiếng Anh: Dwight Township) là một xã thuộc quận Richland, tiểu bang Bắc Dakota, Hoa Kỳ. Năm 2010, dân số của xã này là 313 người.